# Sedum tehuaztlense
Sedum tehuaztlense là một loài thực vật có hoa trong họ Crassulaceae. Loài này được Moran & Meyran miêu tả khoa học đầu tiên năm 1987.